# Mogliano Rugby 1969 2019-2020

## Rosa
Fonte rosa giocatori: It's Rugby

## TOP12 2019-20

### Stagione regolare
| Incontro                 | Andata | Ritorno |
| ------------------------ | ------ | ------- |
| Mogliano — S.S. Lazio    | 38-16  | 21-23   |
| Colorno — Mogliano       | 21-31  | ND      |
| Mogliano — Viadana       | 38-3   | ND      |
| Lyons — Mogliano         | 13-9   | ND      |
| Mogliano — Petrarca      | 19-9   | ND      |
| Mogliano — Reggio Emilia | 0-36   | ND      |
| Calvisano — Mogliano     | 23-10  | ND      |
| Mogliano — Fiamme Oro    | 16-23  | ND      |
| Rovigo — Mogliano        | 29-8   | ND      |
| Mogliano — San Donà      | 27-24  | ND      |
| I Medicei — Mogliano     | 29-16  | ND      |

#### Risultati della stagione regolare
| Posizione | G  | V | N | P | PF  | PS  | DP  | B | Pt |
| --------- | -- | - | - | - | --- | --- | --- | - | -- |
| 7ª        | 12 | 5 | 0 | 7 | 211 | 251 | -40 | 5 | 25 |

## Coppa Italia 2019-20

### Prima fase
| Incontro            | Risultato |
| ------------------- | --------- |
| Petrarca — Mogliano | 50-10     |
| Mogliano — San Donà | 7-26      |

#### Risultati della prima fase
| Posizione | G | V | N | P | PF | PS | DP  | B | Pt |
| --------- | - | - | - | - | -- | -- | --- | - | -- |
| 3ª        | 2 | 0 | 0 | 2 | 17 | 76 | -59 | 0 | 0  |